# Gasparo Berti
Gasparo Berti (c.  Mantua 1600-Roma  1643) fue un matemático, astrónomo y físico italiano. Probablemente nació en Mantua y pasó la mayor parte de su vida en Roma. Hoy en día es famoso principalmente por su experimento en el que inadvertidamente creó el primer barómetro exitoso. Aunque era más conocido por sus trabajos en física y matemática, sobrevivió muy poco de su trabajo en ambas ramas.
En 1630, Giovanni Battista Baliani envió una carta a Galileo Galilei al notar que su sifón no podía elevar agua a más de 10 metros. Galileo propuso que el vacío mantenía el agua a esa altura, sin poder elevarla más.